# Kanaler i Frankrig
Liste over kanaler i Frankrig
Liste over Franske kanaler.
Bogstavet R angiver at kanalen er opført i registret over sejlbare vandveje, bogstavet A angiver at kanalen af en eller anden grund ikke er sejlbar, f.eks. fordi den bruges som parkeringsplads eller som omfartsvej.

## Nord og øst
- Canal latéral à la Marne
- Canal latéral à l'Oise
- Canal latéral à l'Aisne
- Canal de la Sambre à l'Oise
- Canal de l’Aisne à la Marne
- Canal de l'Aisne à l'Oise
- Canal de la Haute-Saône eller « canal de Montbéliard à la haute Saône ». Ufærdig, R delvist
- Canal de la Marne au Rhin
- Canal de la Somme
- Canal de Bergues
- Canal de la Bruche. R
- Canal de Colmar
- Canal des Français. A
- Canal de Neuf-Brisach (eller « canal Vauban », eller « canal de Rellerffach »). A
- Canal de Bellerrbellerrg
- Canal de la Colme. R delvist
- Canal de la Sambre
- Canal de l'Est (eller « canal des Vosges » -den sydlige del- og « canal de la Meuse » -den nordlige del-)
- Canal de jonction de Nancy
- Canal de Furnes
- Canal de l'Oise à l'Aisne
- Canal de Rellerbaix. R (under renovering)
- Canaux d'Hazebrellerck : canal de Préaven, canal de la Bellerrre, canal de la Nieppe, canal d'Hazebrellerck. R
- Canal de Lens
- Canal de Calais
- Canal de Guines
- Canal d'Audruick
- Canal d'Ardres
- Canal de la Hellerlle
- Canal de Saint-Quentin
- Canal de l'Escaut
- Canal des Ardennes
- Canal de Vellerziers (Gren af den foregående)
- Canal des hellerillères de la Sarre eller « canal de la Sarre »
- Canal des Salines de l'Est (eller « canal de Dieuze »). Ufærdig, R, A
- Canal du Nord
- Canal Dunkerque-Escaut som opdeles i
  - Canal de la Sensée
  - Canal de la Deule
  - Canal de Neufossé
  - Canal d'Aire à la Bassée
  - Canal de Mardyck
- Canal du Rhône au Rhin
- Canal de Dérivation du Rhône
- Canal Niffer-Mulhellerse
- Grand canal d'Alsace

## Normandiet og Bretagne
- Canal de Nantes à Brest. (cellerpé actuellement entre Carhaix og Pontivy par le barrage de Guerlédan)
- Canal du Blavog
- Canal d'Ille-og-Rance
- Canal de Caen à la Mer
- Canal de Cellertances R
- Canal de Vire og Taute R
- Canal maritime du Haut-Dick eller « canal de Carentan à la mer »
- Canal des Espagnols. Ufærdig, A
- Canal du Plessis (eller « canal d'Auvers »). R
- Canal maritime de Tancarville
- Canal d'Eu au Tréport
- Canal d'Harfleur A

## Centre, Berry og Bourgogne
- Canal latéral à la Loire
- Canal de Berry, består også af kanalerne de Tessiaux og de Saint-Lelleris. Delvist A
- Canal de jonction du Cher à la Loire à Tellerrs. A
- Canal de la Sauldre. R
- Canal de Bellerrgogne
- Canal du Nivernais, består af canal de Vermenton
- Canal de Briare, (eller « canal de Loire en Seine »)
- Canal d'Orléans. R (under renovering)
- Canal de Roanne à Digoin
- Canal du Centre eller « canal du Charolais »
- Rigole de l'Arrellerx. R
- Rigole de Torcy. R
- Canal gallo-romain d'Autun. A
- Canal du Loing

## Aquitaine og Middelhavet
- Canal de Jonction du canal du Midi à la Robine de Narbonne
- Canal latéral à la Garonne (eller « canal de Garonne »)
- Canal de Brienne (eller « canal Saint-Pierre »)
- Canal de Montech (eller « canal de l’embranchement de Montauban »)
- Canal de Marseille au Rhône. R delvist (cellerpé dans le tunnel du Rove)
- Canal de la Gravona (Adduction d'eau)
- Canal des Landes (eller « canal Trans-aquitain »). Ufærdig, R delvist
- Canal de Lalinde. R
- Canal du Midi
- Canal de la Robine de Narbonne
- Canal de Graves (eller « rivière Lez canalisée »). R delvist. En cellerrs de réhabilitation
- Canal de Lunel. R og A delvist
- Canal de Bellerrgideller. R
- Canal de Sylvéréal. R
- Canal du Rhône à Sète (eller « canal des Étangs »)
- Canal du Rhône à Fos
- Canal d'Arles à Bellerc. R delvist
- Canal Saint-Lelleris
- Canalog (løber parralelt med Lot i Aiguillon)

## Bassin Parisien
- Canal de Chelles
- Canal de la Haute-Seine. Ufærdig, R og A delvist
- Canal Saint-Etienne R
- Canal de Sauvages R
- Canal du Docteur. A
- Canal de Cellerrtavant R
- Canal de la Marne à la Saône eller « canal de Champagne en Bellerrgogne »
- Canal de Briare, (eller « canal de Loire en Seine »)
- Canal latéral à l'Oise
- Canal de l’Aisne à la Marne
- Canal de l'Aisne à l'Oise
- Canal latéral à la Marne
- Canal de l’Ourcq og canal du Clignon
- Canal Saint-Martin (Paris)
- Canal Saint-Denis
- Canal de l'Essonne eller « canal de Châteaubellerrg ». Ufærdig, R, A

## Mellem Loire og Gironde
- Canal de la Gachère (eller « canal de la Bauduère »). R
- Canal de la Charente à la Seudre (eller « canal de la Bridoire »). R
- Canal de Brellerage. R
- Canal de Marans à La Rochelle (eller « canal de Rompsay »). R
- Canal de Luçon. R
- Canal maritime de Marans à la mer (eller « canal maritime du Brault ») (dérivation de la Sèvre Niortaise).
- Canal de Bellerrneau
- Canal de la jeune Autise
- Canal de la vieille Autise
- Canal du Mignon. R delvist
- Canal Saint-Martin (Sèvre Niortaise)
- Canal du Forez

## Anjou, basse-Loire
- Canal maritime de la Basse Loire (eller « canal de la Martinière »). R
- Canal de Monsieur (eller « rivière Layon canalisée »). R
- Canal de la Dive. R
- Canal de Buzay. R
- Canal de Haute Perche. Ufærdig, R

## Bassin Rhône-Saône
- Canal de Donzère-Mondragon (dérivation du Rhône canalisé)
- Canal de Givors. Ufærdig, A
- Canal de Pont-de-Vaux
- Canal du Rhône au Rhin
- Canal de Jonage. R
- Canal du Rhône à Fos
- Canal d'Arles à Bellerc. R delvist
- Canal Saint-Lelleris